# 長谷川洋三
長谷川 洋三（はせがわ ようぞう、1943年 9月22日- 2015年1月20日）は、経済ジャーナリストで元日本経済新聞編集委員。BSジャパンで直撃！トップの決断が放送され司会を務めた。ラジオNIKKEIで2005年3月5日から2015年まで、夢企業探訪が毎週放送され、夢のある注目企業を発掘し企業のトップにインタビュー。成功秘話や苦労談、経営哲学などを聞くことによって、経営者の人となりに迫る番組を10年に渡り放送されその企画とメインキャスターをされた。

## 経歴
- 1962年3月 都立戸山高校卒業
- 1967年3月 慶應大学経済学部卒業
- 1967年4月 - 日本経済新聞社入社
- 1982年 - 1985年 産業部、ワルシャワ支局長兼ウィーン支局長[2]
- 2002年3月 - 2011年3月 BSジャパン解説委員
- 2005年3月 - 2015年 ラジオNIKKEI「夢企業探訪」メインキャスター
- 2006年9月   東京本社編集局長付編集委員を経て、日本経済新聞社退社
- 2006年 -    学習院大学非常勤講師
- 2007年2月 - 2015年 ジェイ・キャストニュース編集委員
- 2007年4月 - 帝京大学経済学部教授[3]
- 2011年7月 - 日本外国特派委員協会（FCCJ）第2副会長
- 2012年4月 - 帝京大学経済学部大学院教授

## 著書
- 『ヒューマン・ネットワーク時代―国際派エグゼクティブに学ぶ』有斐閣 1990年
- 『ウェルチが日本を変える』講談社 2000年
- 『ゴーンさんの下で働きたいですか』 日経ビジネス人文庫 2001年
- 『ホンダのDNA継承術』日経ビジネス人文庫 2002年
- 『この事業に賭ける―「新市場」開拓者たちの決断』 日本経済新聞社 2004年
- 『レクサス トヨタの挑戦』日本経済新聞社 2005年
- 『カルロス・ゴーンが語る「5つの革命」』 講談社＋α文庫 2005年
- 『ウェルチ流「日本復活」』講談社＋α文庫 2006年
- 『クリーンカー・ウォーズ』中央公論新社 2007年
- 『社長の仕事作法――伸びる社員をつくる経営者の発想』 講談社＋α文庫　2008年
- 『ゴーンさんが学んだ日本的経営 』日経ビジネス人文庫　2011年

## テレビ番組
直撃！トップの決断

## ラジオ番組
2005年3月5日 - 2015年 夢企業探訪 ラジオNIKKEI